# Hannah Brandt
Hannah Brandt, född 27 november 1993 i Vadnais Heights i Minnesota, är en amerikansk ishockeyspelare.
Brandt var på trettionde plats i poängligan i världsmästerskapet i ishockey för damer 2022 med två mål och tre assists på sju matcher.